# Akania
Akania is een geslacht uit de familie Akaniaceae. Het geslacht telt een soort die voorkomt in regenwouden in de deelstaten Queensland en New South Wales in Oost-Australië.

## Soorten
- Akania bidwillii (Hend. ex R.Hogg) Mabb.